# Fobos (satélite)
Fobos (del griego Φóβoς, "miedo") es el más grande de los dos satélites de Marte y el más cercano al planeta, siendo Deimos el otro satélite. Ambos fueron descubiertos por el astrónomo estadounidense Asaph Hall (1829-1907) el 18 de agosto de 1877, con el gran refractor de 66 cm del Observatorio Naval de los Estados Unidos de Washington D. C., obra del óptico estadounidense Alvan Clark (1804-1887). Fue el propio descubridor el que propuso los nombres, inspirado por el libro XV de la Ilíada, en el que el dios Ares (Marte en la mitología romana) invoca al miedo (fobos) y al terror (deimos).
Fobos es un pequeño satélite, de forma irregular, cuyo radio medio es de once kilómetros. Siempre presenta la misma cara a Marte, debido al anclaje por marea ejercido por el planeta. Orbita a unos 6000 kilómetros de la superficie marciana, lo que le convierte en el satélite más próximo a su planeta del sistema solar. Estas fuerzas de marea crean una desaceleración en Fobos, perdiendo este velocidad orbital, lo que ocasionará su colisión con Marte dentro de unos 50 a 100 millones de años, o bien su desintegración y formación de un anillo alrededor del planeta.

## Historia

### Descubrimiento y denominación

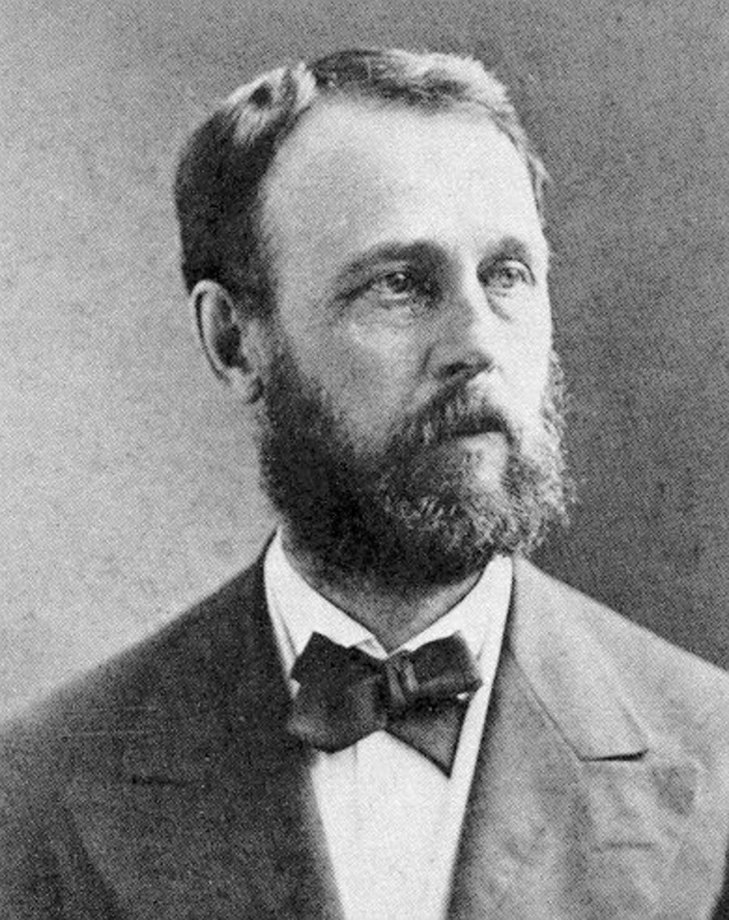
Asaph Hall, descubridor de Fobos.

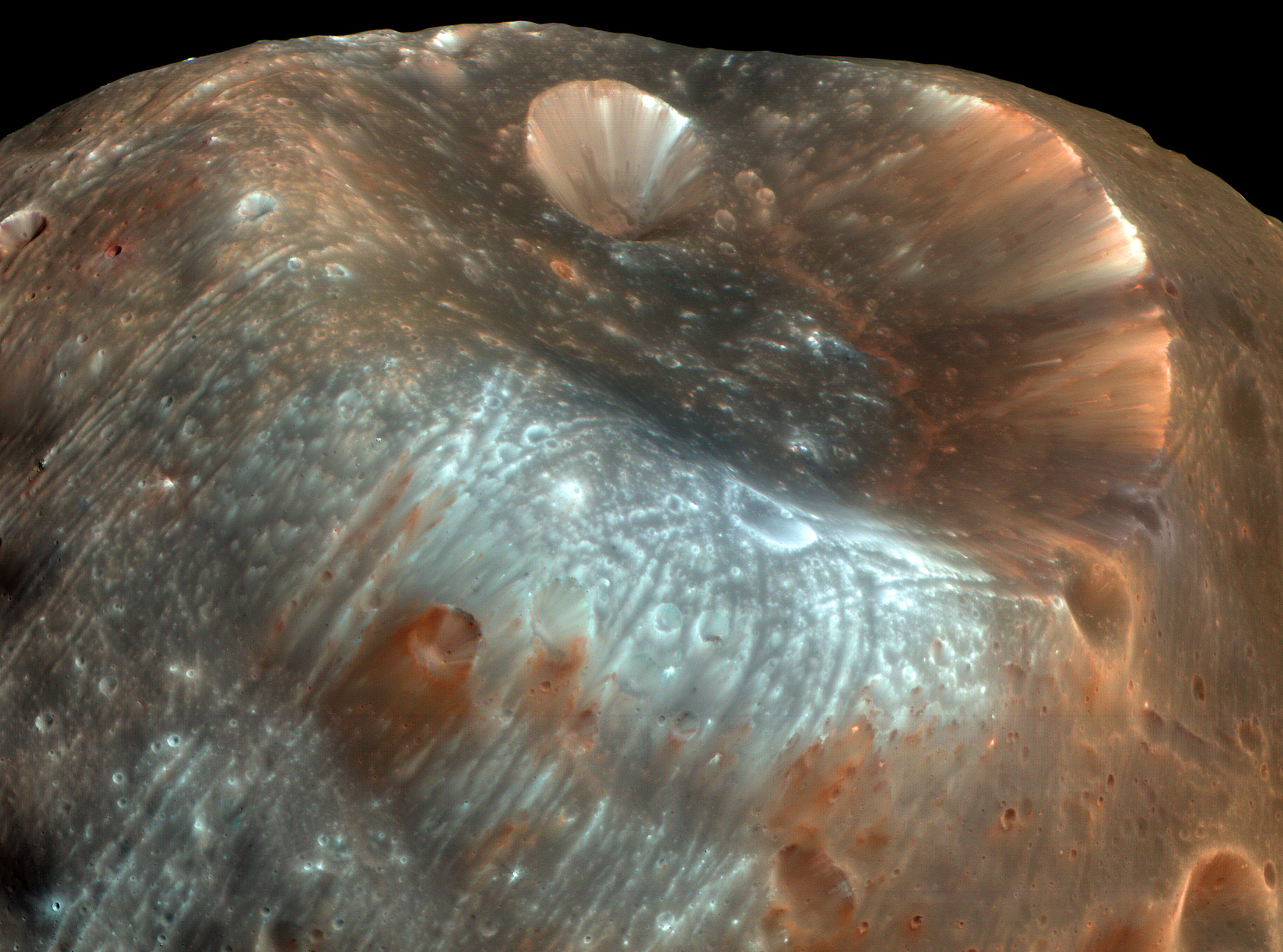
Cráter de impacto Stickney fotografiado por el Mars Reconnaissance Orbiter en marzo de 2008. El cráter situado en el interior de Stickney es Limtoc.

Asaph Hall descubrió Fobos el 18 de agosto de 1877 —aunque fuentes contemporáneas, utilizando la convención astronómica previa a 1925 que comenzaba el día al mediodía, señalan el descubrimiento el día 17— con el telescopio refractor de 26 pulgadas del observatorio naval de los Estados Unidos en Washington, inaugurado cuatro años antes y el más potente por entonces. En esa época, Hall estaba buscando sistemáticamente los supuestos satélites de Marte. El 10 de agosto ya había visto uno de los satélites, pero, debido al mal tiempo, no consiguió identificarlo al día siguiente.
El nombre fue sugerencia de Henry Madan (1838-1901), Science Master de Eton. Recuerda a uno de los personajes que acompañan a Ares a la batalla en el libro XV de la Ilíada. Ares es el equivalente griego del dios romano Marte.

### Observaciones posteriores
El tamaño y las características orbitales de los satélites de Marte han limitado durante mucho tiempo su observación a solo las ocasiones favorables: cuando el planeta está en oposición y los dos satélites alcanzan elongaciones adecuadas —que concurren cada dos años aproximadamente— o cuando las condiciones son particularmente favorables —verificándose más o menos cada dieciséis años—. La primera configuración favorable ocurrió en 1879. Muchos observadores de todo el mundo participaron en las observaciones con el fin de determinar con precisión las órbitas de los dos satélites.
En los cuarenta años siguientes, entre 1888 y 1924, la mayoría de las observaciones (más del 85 % del total) se hicieron en dos observatorios estadounidenses: el Observatorio Naval de los Estados Unidos y el Observatorio Lick. Entre sus objetivos, se encontraba la determinación de la dirección de rotación del planeta. Entre 1926 y 1941 solo continuó las observaciones el primero de los observatorios, con 311. A partir de 1941 las observaciones solo se hicieron con técnicas fotográficas.
Se hicieron pocos o nulos avances en los siguientes quince años. La investigación se reanudó en 1956 encaminada principalmente a la identificación de nuevos satélites. En 1945 Bevan Sharpless (1904-1950) detectó una aceleración de Fobos que no se podía explicar como resultado de una perturbación de la tenue atmósfera marciana. La información no recibió especial atención hasta que fue recogida por Iósif Shklovski (1916-1985) quien en 1959 propuso que el satélite podría ser un objeto hueco y especuló con la idea de que era un satélite artificial lanzado por una civilización alienígena presente antiguamente en el planeta. Esta hipótesis ganó cierta notoriedad. Fue reavivada en 1966 por el mismo Shklovski en el libro Intelligent Life in the Universe escrito con Carl Sagan (1934-1996). La controversia que lo acompañó condujo a nuevas observaciones astronométricas de ambos satélites durante los años sesenta y setenta  que confirmaron la medición inicial de Sharpless.
En 1988, coincidiendo con las misiones soviéticas del programa Phobos, Kudriávtsev y sus colegas llevaron a cabo varias observaciones. Sin embargo, durante los siguientes diez años, los satélites no fueron objeto de observaciones, hasta 2003, cuando miembros del Observatorio Lowell hicieron observaciones muy precisas. En 2005 observaron ambos satélites con el radiotelescopio de Arecibo que produjo la estimación de la densidad de algunos materiales de la superficie.

## Características físicas

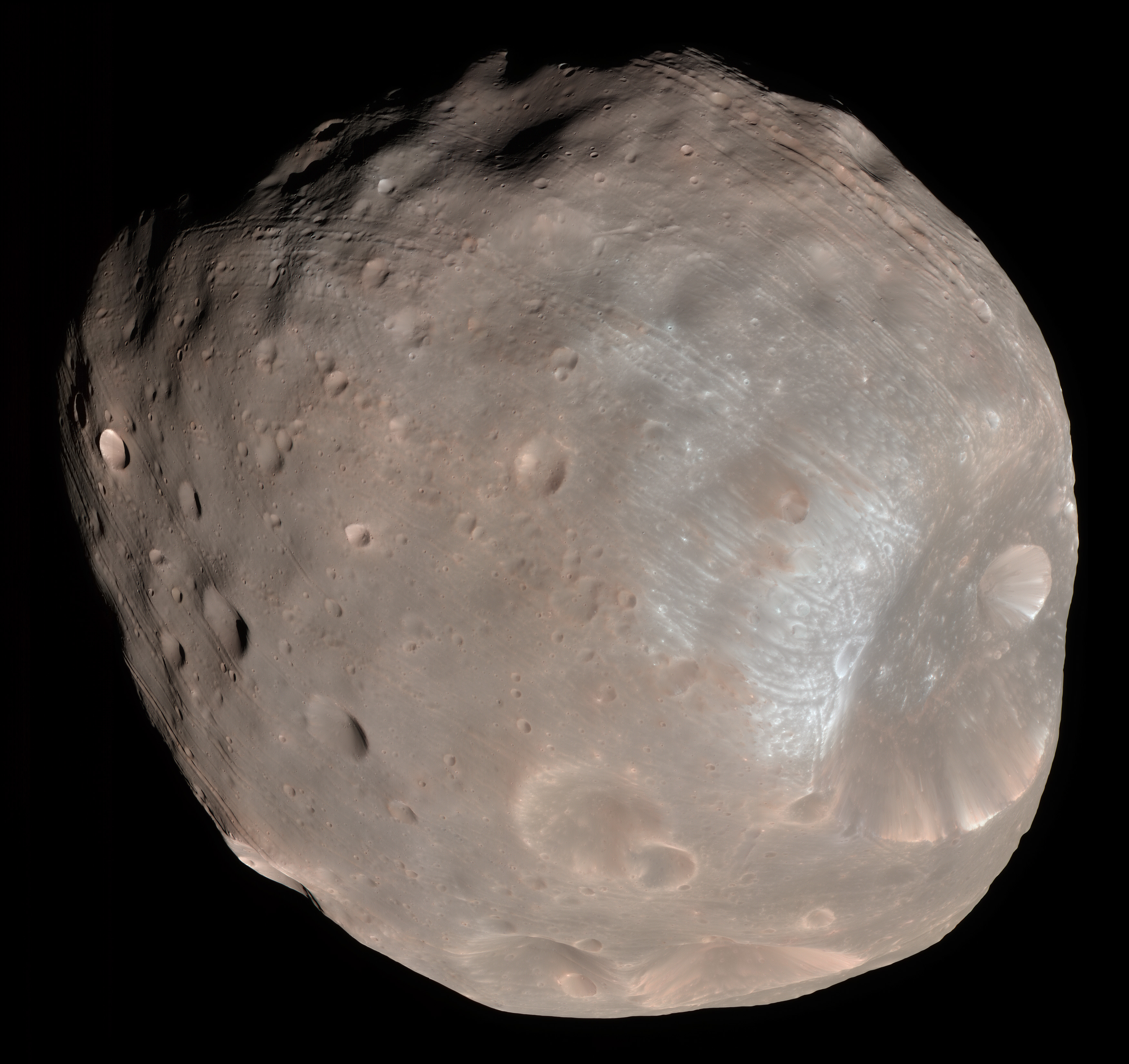
Una imagen de Fobos en color rojo.

Fobos es uno de los cuerpos que reflejan menos la luz en el sistema solar. Espectroscópicamente se asemeja a los asteroides tipo D, y su composición es aparentemente similar a las condritas carbonáceas. La densidad de Fobos es muy baja para ser una roca sólida y se sabe que tiene una porosidad significativa. Estas observaciones sugirieron que Fobos podría tener una reserva sustancial de hielo. Pero las observaciones espectrales indican que la capa superficial de regolito carece de agua, sin embargo, la presencia de hielo bajo la capa de regolito no se ha descartado.
Se ha predicho la presencia de anillos de polvo muy tenues producidos por Fobos y Deimos, pero los intentos para observar estos anillos han resultado fallidos hasta la fecha. Imágenes recientes de la sonda Mars Global Surveyor indican que Fobos está cubierto por una capa de regolito de gránulos finos de al menos 100 metros de espesor; se cree que ha sido creada por impactos de otros cuerpos, pero no se sabe cómo este material se adhiere a un objeto de gravedad tan baja. Fobos es muy irregular, con dimensiones de 27 × 22 × 18 km. A consecuencia de esta forma, la gravedad en su superficie varía cerca de un 210 %; el efecto de marea inducido por Marte duplica esta variación (cerca del 450 %) debido a que este planeta acentúa en más de la mitad la gravedad de Fobos en ambos polos.
Fobos presenta múltiples cráteres de impacto. La característica de la superficie más notable es el cráter Stickney, nombrado en honor a la esposa de Asaph Hall. De manera similar al cráter de Mimas llamado Herschel, pero a menor escala, el impacto que lo creó debió haber casi despedazado a Fobos. La superficie presenta muchos surcos y líneas. Los surcos tienen, por lo general, menos de 30 m de profundidad, de 100 a 200 m de ancho y hasta 20 km de longitud. Se pensó inicialmente que se habían producido por el mismo impacto que creó el cráter Stickney. Sin embargo el análisis de los hallazgos de la nave Mars Express reveló que los surcos no tenían patrón radial hacia el cráter Stickney, pero que sí están dirigidos hacia el vértice de Fobos en su órbita (que no está lejos de Stickney). Los investigadores creen que estos surcos han sido excavados a causa del material expulsado hacia el espacio por impactos sobre la superficie de Marte. Los surcos entonces serían catenas (cadenas de cráteres pequeños en sucesión) y todos ellos se van diluyendo al alcanzar las inmediaciones del vértice de Fobos. Los impactos se han agrupado en doce o más familias de diferente edad, presumiblemente representando al menos doce eventos de impacto en Marte.
Se piensa que el meteorito de Kaidun es un fragmento de Fobos, pero no ha sido posible verificarlo dado el escaso conocimiento que se tiene de la composición detallada de esta luna.
Dado que refleja débilmente la luz solar, su luz no permite disipar las tinieblas de la noche marciana (a diferencia de la Luna terrestre).

### Elementos geológicos con nombre

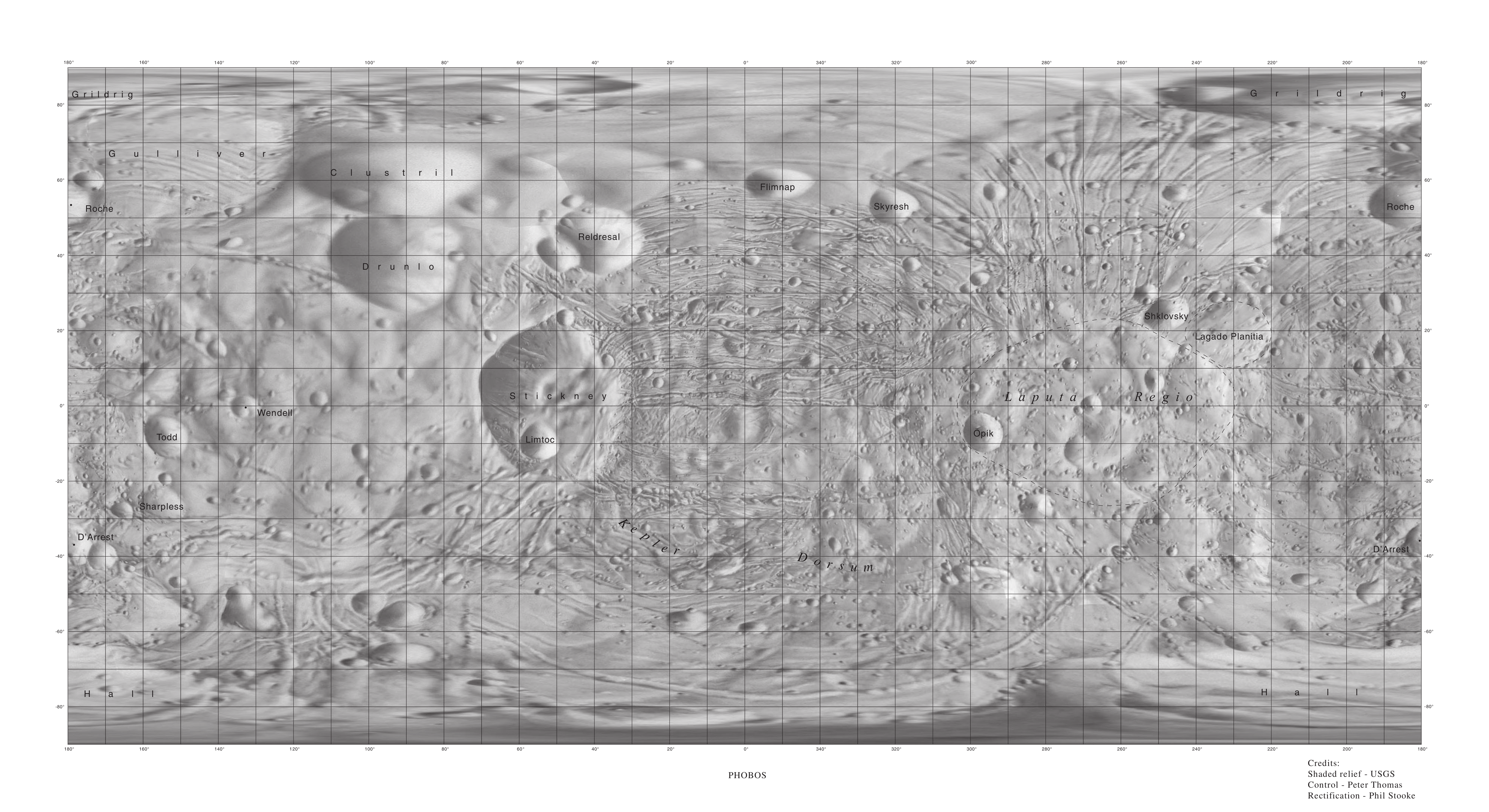
Mapa de Fobos con toponimia (USGS).

Los elementos geológicos de Fobos se han nombrado en memoria de astrónomos relacionados con el satélite, así como con nombres de personajes y lugares de la novela Los viajes de Gulliver de Jonathan Swift. Existe una zona denominada Laputa Regio y una planicie designada Lagado Planitia; ambos nombres están tomados de la novela Los viajes de Gulliver (en la ficción, Laputa es una isla voladora y Lagado es la imaginaria capital de la nación ficticia de Balnibarbi). La única cresta de Fobos se denomina Kepler dorsum, en memoria del astrónomo Johannes Kepler. Varios cráteres también han recibido nombres propios.
| Cráter    | Epónimo                                       | Coordenadas                    |
| --------- | --------------------------------------------- | ------------------------------ |
| Clustril  | Personaje de Los Viajes de Gulliver           | 60°N 91°O / 60, -91            |
| D'Arrest  | Heinrich Louis d'Arrest, astrónomo            | 39°S 179°O / -39, -179         |
| Drunlo    | Personaje de Los Viajes de Gulliver           | 36°30′N 92°00′O / 36.5, -92    |
| Flimnap   | Personaje de Los Viajes de Gulliver           | 60°N 350°O / 60, -350          |
| Grildrig  | Personaje de Los Viajes de Gulliver           | 81°N 195°O / 81, -195          |
| Gulliver  | Personaje principal de Los Viajes de Gulliver | 62°N 163°O / 62, -163          |
| Hall      | Asaph Hall, descubridor de Fobos              | 80°S 210°O / -80, -210         |
| Limtoc    | Personaje de Los Viajes de Gulliver           | 11°S 54°O / -11, -54           |
| Öpik      | Ernst J. Öpik, astrónomo                      | 7°S 297°O / -7, -297           |
| Reldresal | Personaje de Los Viajes de Gulliver           | 41°N 39°O / 41, -39            |
| Roche     | Édouard Roche, astrónomo                      | 53°N 183°O / 53, -183          |
| Sharpless | Bevan Sharpless, astrónomo                    | 27°30′S 154°00′O / -27.5, -154 |
| Shklovsky | Iosif Shklovsky, astrónomo                    | 24°N 248°O / 24, -248          |
| Skyresh   | Personaje de Los Viajes de Gulliver           | 52°30′N 320°00′O / 52.5, -320  |
| Stickney  | Angeline Stickney, esposa de Asaph Hall       | 1°N 49°O / 1, -49              |
| Todd      | David Peck Todd, astrónomo                    | 9°S 153°O / -9, -153           |
| Wendell   | Oliver Wendell, astrónomo                     | 1°S 132°O / -1, -132           |

## Características orbitales

Órbitas de Fobos y Deimos (a escala), observadas por encima del polo norte marciano.

Tránsito de Fobos por el disco solar, visto desde el Opportunity.

La órbita inusualmente cercana de Fobos al planeta Marte produce algunos efectos sorprendentes. Observado desde Fobos, Marte podría parecer 6400 veces más grande y 2500 veces más brillante que nuestra luna llena vista desde la Tierra, ocupando un cuarto de la amplitud de un hemisferio celeste.
Fobos orbita alrededor del planeta Marte por debajo del radio de la órbita sincrónica, lo que significa que se mueve alrededor del planeta más rápido de lo que el propio planeta rota. Por este motivo aparece en el occidente, se mueve comparativamente, en forma rápida a través del cielo (en 4 horas 15 minutos o menos) y se pone al este, aproximadamente dos veces por cada día marciano (cada 11 horas y 6 minutos). Debido a que se encuentra próximo a la superficie y en una órbita ecuatorial, no puede ser visto sobre el horizonte desde latitudes mayores a 70,4°.
La órbita de Fobos es tan baja que su diámetro angular, visto por un observador en Marte, varía visiblemente según su posición sobre el firmamento. Observado en el horizonte, Fobos tiene cerca de 0,14° de ancho; en el cenit se ve con 0,20°, una tercera parte del ancho de nuestra luna llena vista desde la Tierra. En comparación, el Sol tiene un tamaño aparente cercano a 0,35° en el cielo marciano.
Un observador situado en la superficie marciana en una posición adecuada podría ver el tránsito de Fobos a través del Sol. El satélite no es lo suficientemente grande como para cubrir el disco solar, y por tanto no puede causar un eclipse total. Algunos de estos tránsitos han podido ser fotografiados por el explorador marciano Opportunity apuntando sus cámaras hacia el Sol. Estos tránsitos duran muy poco tiempo (alrededor de medio minuto), ya que Fobos se mueve con relativa rapidez por el firmamento, además de que el Sol es muy pequeño visto desde Marte (en comparación con la vista desde la Tierra). Durante este evento, la sombra de Fobos es proyectada sobre la superficie de Marte moviéndose a gran velocidad, sombra que también ha sido fotografiada por algunos exploradores espaciales.
Las fases de Fobos, tal como son observadas desde Marte, duran 0,3191 días (según el período orbital de Fobos) para cubrir el recorrido, solamente 13 segundos más que el mismo periodo de Fobos.

## Observación y exploración

### Observación desde la Tierra
La observación de Fobos desde la Tierra se ve obstaculizada por su pequeño tamaño y su proximidad al planeta rojo. Es solo visible durante un periodo limitado de tiempo cuando Marte está cerca de la oposición  y aparece como un simple punto sin que sea posible resolverlo. En tales circunstancias, alcanza la magnitud 11,6. Marte con una magnitud de -2,8 es seiscientas mil veces más brillante. Además, durante la oposición, Fobos presenta una separación de 24,6 segundos de arco del planeta, por lo que es más fácil observar Deimos,  que se aleja hasta 61,8 segundos de arco del disco de Marte.
Para observarlo en condiciones favorables, es necesario disponer de un telescopio de al menos 12 pulgadas (30,5 cm). En la favorable oposición del año 2003 ha podido ser capturado incluso con telescopios de 200 mm de diámetro dotados de cámaras CCD. Un objeto que oculte el brillo del planeta y un dispositivo para la toma de imágenes como placas fotográficas o CCD, con exposiciones de varios segundos, son elementos de gran ayuda en la observación.

## Fobos en la cultura popular
En el libro Los viajes de Gulliver, Jonathan Swift describe el gran conocimiento astronómico existente en el imaginario país de Laputa. Uno de los pasajes pareciera adivinar la existencia de las dos lunas marcianas: 

Asimismo han descubierto dos estrellas menores o satélites que giran alrededor de Marte, de las cuales la interior dista del centro del planeta primario exactamente tres diámetros de este, y la exterior, cinco; la primera hace una revolución en el espacio de diez horas, y la última, en veintiuna y media; así que los cuadrados de sus tiempos periódicos están casi en igual proporción que los cubos de su distancia del centro de Marte, lo que evidentemente indica que están sometidas a la misma ley de gravitación que gobierna los demás cuerpos celestes.
Jonathan Swift, Los viajes de Gulliver, 1726

Voltaire (1694-1778) también mencionó a los dos satélites de Marte en su obra Micromegas, un cuento publicado en 1752 que describe a un ser originario de un planeta de la estrella Sirio, y de su compañero del planeta Saturno.

... Al salir de Júpiter atravesaron un espacio de cerca de cien millones de leguas, y costearon el planeta Marte, el cual, como todos saben es cinco veces más pequeño que nuestro glóbulo, y vieron dos lunas que sirven a este planeta y no han podido descubrir nuestros astrónomos.
Voltaire, Micromegas, 1752

En ambos casos los dos autores parece que se estaban haciendo eco de una idea muy corriente en los ambientes intelectuales de la época, surgida de las primeras opiniones del astrónomo Johannes Kepler (previas a que enunciara sus famosas tres leyes), basadas a su vez en una teoría misticista relacionada con los sólidos perfectos. La precisión de los datos, en ambos casos, se debe a los cálculos mecánicos realizados a principios del siglo XVIII sobre la base de la ley de la Gravitación Universal, referidos a cuál sería el período de rotación y distancia a Marte de un supuesto cuerpo orbitante en torno a dicho planeta. Se trata por tanto de una serendipia, puesto que la óptica disponible durante la vida de ambos autores no permitía ver esos cuerpos celestes tan pequeños y que se separan tan poco de la esfera de Marte.
Debido a estas coincidencias, los dos mayores cráteres en Deimos (de unos 3 km de diámetro cada uno) fueron bautizados como "Swift" y "Voltaire".
En la franquicia de videojuegos Doom este satélite aparece como un mundo dentro del videojuego y es importante para los inicios de su trama, pues es el primer lugar que aparece en la franquicia.